# Tasūj
Tasūj (persiska: تَسويچ, تسوج, Ţasūj, تَسُّج, طَسوج) är en ort i Iran.   Den ligger i provinsen Östazarbaijan, i den nordvästra delen av landet, 600 km nordväst om huvudstaden Teheran. Tasūj ligger 1 374 meter över havet och antalet invånare är 7 332.
Terrängen runt Tasūj är varierad. Runt Tasūj är det ganska tätbefolkat, med 56 invånare per kvadratkilometer. Tasūj är det största samhället i trakten. Trakten runt Tasūj består i huvudsak av gräsmarker.